# Schönebecker Straße 54

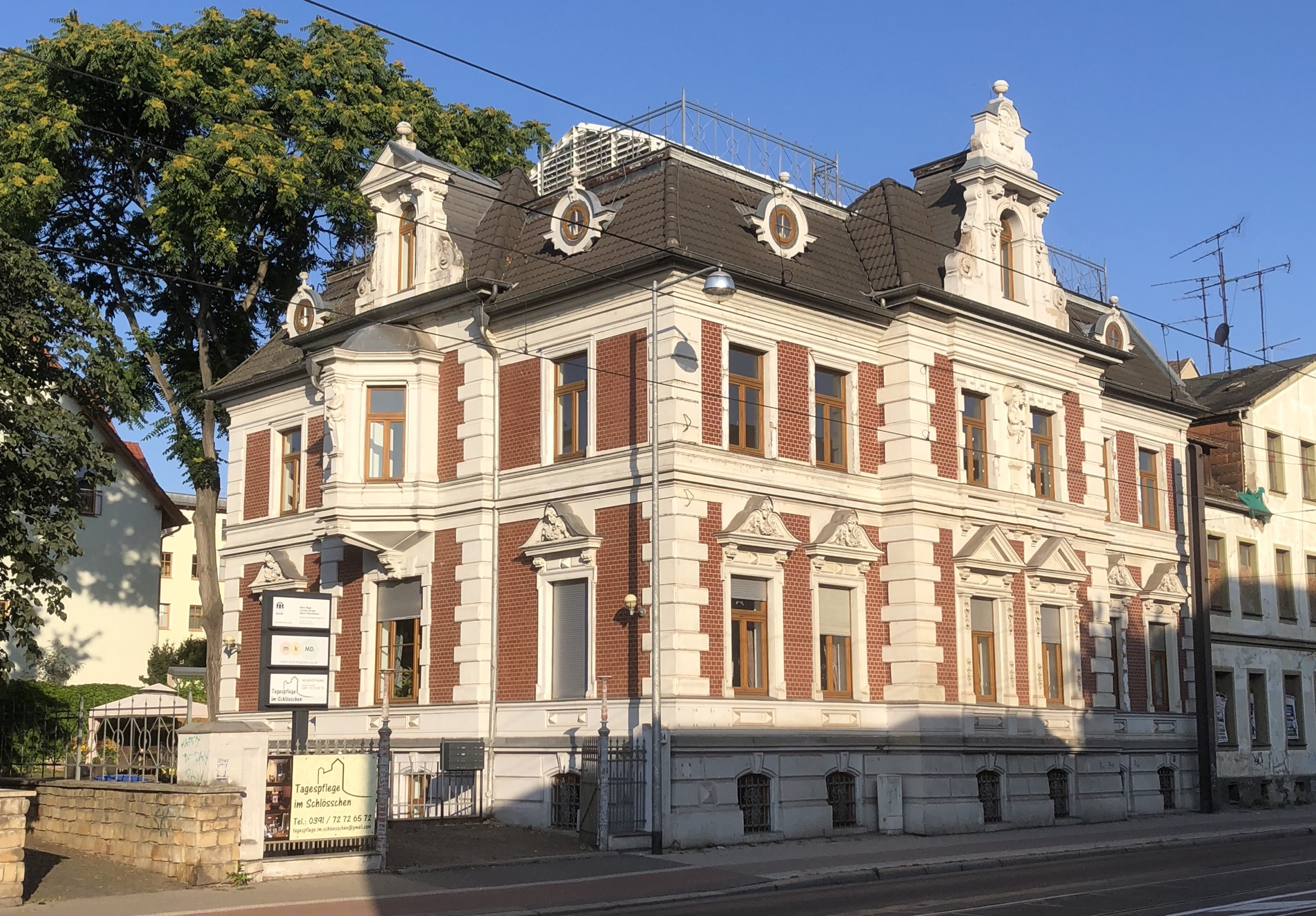
Haus Schönebecker Straße 54, 2019

Schönebecker Straße 54 ist eine denkmalgeschützte Villa in Magdeburg in Sachsen-Anhalt.

## Lage
Sie befindet sich auf der Westseite der Schönebecker Straße im Magdeburger Stadtteil Buckau.

## Architektur und Geschichte
Die zweigeschossige Villa wurde im Jahr 1883, andere Angaben vermuten das Jahr 1881, als Ziegelbau im Stil des Neobarock vom Maurermeister und Architekt Christian Andreas Schmidt errichtet. Zum Teil wird der Baustil auch der Neorenaissance zugeordnet. Die zur Straße zeigende Ostfassade ist sechsachsig ausgeführt und wird von einem zweiachsigen Mittelrisalit geprägt, der von einem Zwerchhaus bekrönt wird. Nach Süden besteht eine dreiachsige Fassade, vor deren mittlerer Achse ein schmaler einachsiger Risalit angeordnet ist. Ihm ist im ersten Obergeschoss ein dreieckiger Erker vorgesetzt. Auch oberhalb dieses Risalits besteht ein Zwerchhaus. Das Sockelgeschoss ist verputzt, die Gebäudekanten sind mit einer Rustizierung versehen. Bedeckt ist die repräsentativ gestaltete Villa mit einem Mansarddach. Die Dachfenster sind als runde Fenster gestaltet.
Das Gebäude diente als Wohnhaus und Kontor. Im Jahr 1906 wurde ein Seitenflügel gebaut.
Im örtlichen Denkmalverzeichnis ist die Villa unter der Erfassungsnummer 094 17869 als Baudenkmal verzeichnet.
Neben einem architekturgeschichtlichen Wert wird dem Gebäude als Wohnhaus des Buckauer Stadtchronisten Christian Andreas Schmidt auch ein stadtgeschichtlicher Wert beigemessen.